# Hirundo
Hirundo este un gen de păsări din familia Hirundinidae (rândunele și lăstuni). Numele genului este cuvântul latin pentru rândunică. Acestea sunt rândunelele tipice, inclusiv rândunica de hambar răspândită peste tot. Multe dintre acest grup au spatele albastru, fața roșie și uneori pe ceafă sau târtiță, iar părțile inferioare sunt albicioase sau rufescente. Având cincisprezece specii, acest gen este cel mai mare din familia sa.

## Taxonomie
Genul Hirundo a fost introdus în 1758 de naturalistul suedez Carl Linnaeus în cea de-a zecea ediție a Systema Naturae. Numele genului este cuvântul latin pentru rândunică. Linnaeus a inclus opt specii în gen și dintre acestea William Swainson a desemnat rândunica de hambar (Hirundo rustica) ca specie tip.

### Specii existente
Genul conține cincisprezece specii. Secvența liniară se bazează pe două studii filogenetice moleculare publicate în 2005 și 2018.
| Imagine | Denumire comună               | Denumire științifică | Distribuție |
| ------- | ----------------------------- | -------------------- | --- |
|         | Rândunică cu burtă ruginie    | Hirundo nigrorufa    | Angola, Republica Democratică Congo și Zambia. |
|         | Rândunică albastră            | Hirundo atrocaerulea | din Africa de Sud până în Tanzania |
|         | Rândunică cu aripi pătate     | Hirundo leucosoma    | Benin, Burkina Faso, Camerun, Coasta de Fildeș, Gambia, Ghana, Guinea, Guinea-Bissau, Mali, Niger, Nigeria, Senegal, Sierra Leone și Togo.                                                                                             |
|         | Rândunică cu coadă albă       | Hirundo megaensis    | Oromia, Etiopia. |
|         | Rândunică cu piept perlat     | Hirundo dimidiata    | sudul Africii din Angola, sudul Congo și Tanzania spre sud. |
|         | Rândunică de Pacific          | Hirundo tahitica     | sudul Asiei și insulele din Pacificul de Sud. |
|         | Rândunică de deal             | Hirundo domicola     | sudul Indiei și Sri Lanka. |
|         | Rândunică australiană         | Hirundo neoxena      | Australia și insulele din apropiere |
|         | Rândunică cu gât alb          | Hirundo albigularis  | sudul Africii din Angola și Zambia spre sud până la Cap în Africa de Sud. |
|         | Rândunică cu coadă lungă      | Hirundo smithii      | sudul Africii și sud-estul Asiei. |
|         | Rândunică albastră cu gât alb | Hirundo nigrita      | Angola, Benin, Camerun, Republica Centrafricană, Republica Congo, Republica Democratică Congo, Coasta de Fildeș, Guineea Ecuatorială, Gabon, Ghana, Guineea, Guineea-Bissau, Liberia, Nigeria, Sierra Leone și Uganda.                 |
|         | Rândunică de hambar           | Hirundo rustica      | America de Nord și de Sud, cea mai mare parte a Africii în afară de Deșertul Sahara, cea mai mare parte a Eurasiei în afară de nordul Siberiei și nordul Australiei.                                                                   |
|         | Rândunică de Angola           | Hirundo angolensis   | Angola, Burundi, Republica Democratică Congo, Gabon, Kenya, Malawi, Namibia, Rwanda, Tanzania, Uganda și Zambia. |
|         | Rândunică cu gușă roșie       | Hirundo lucida       | Africa de Vest, Bazinul Congo și Etiopia. |
|         | Rândunică de savană           | Hirundo aethiopica   | Benin către Burkina Faso, Camerun, Republica Centrafricană, Ciad, Republica Democrată Congo, Coasta de Fildeș, Eritreea, Etiopia, Ghana, Guineea, Israel, Kenya, Mali, Niger, Nigeria, Senegal, Somalia, Sudan, Tanzania, Togo, Uganda |

### Specii extincte
Există cel puțin două specii fosile incluse în acest gen:
- †Hirundo gracilis (Miocen târziu în Polgardi, Ungaria)[9]
- †Hirundo major (Pliocen în Csarnota, Ungaria)[9]

## Distribuție și habitat
Toate speciile se găsesc în Lumea Veche, deși una, rândunica de hambar, este cosmopolită, întâlnită și în America.

## Galerie

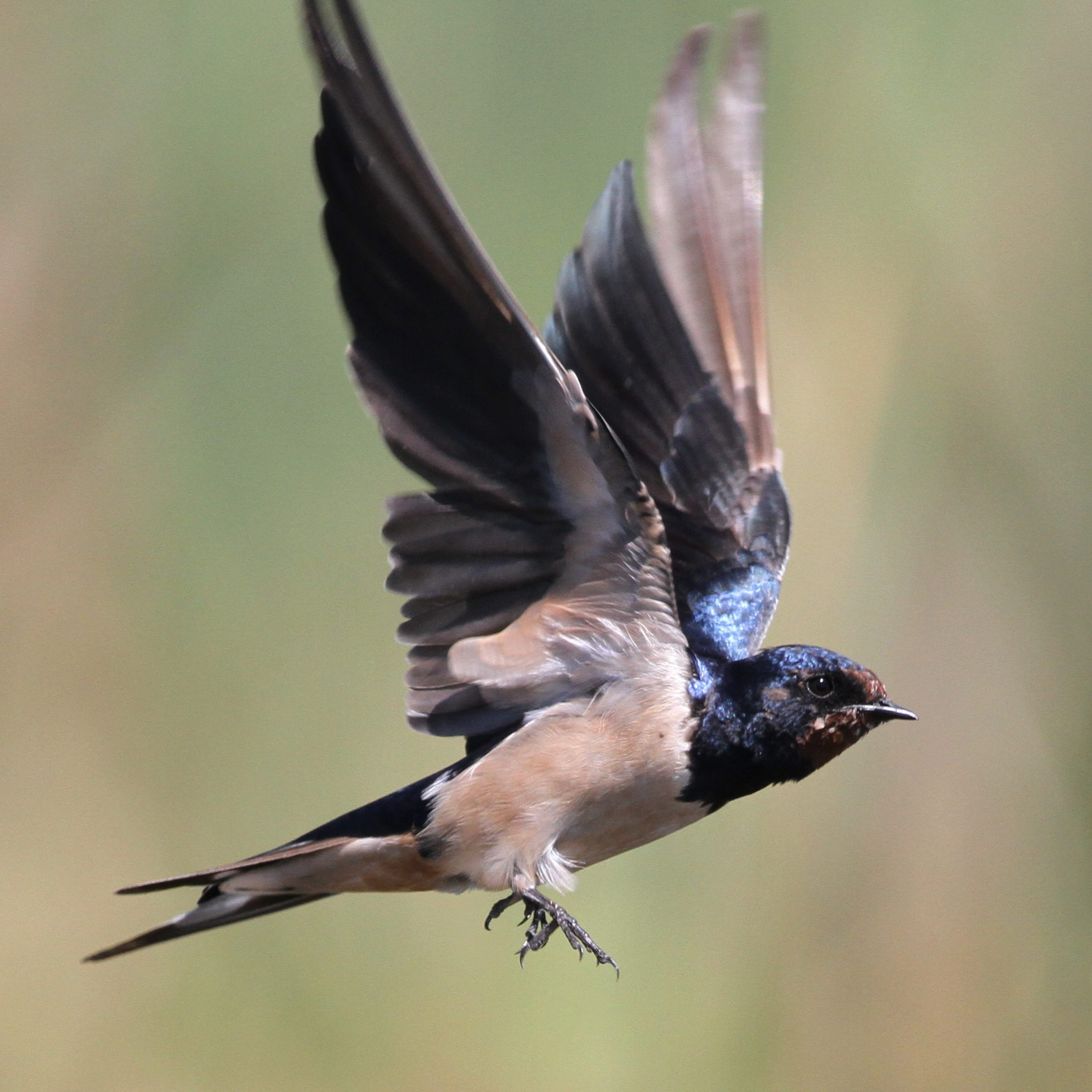
Rândunică de hambar
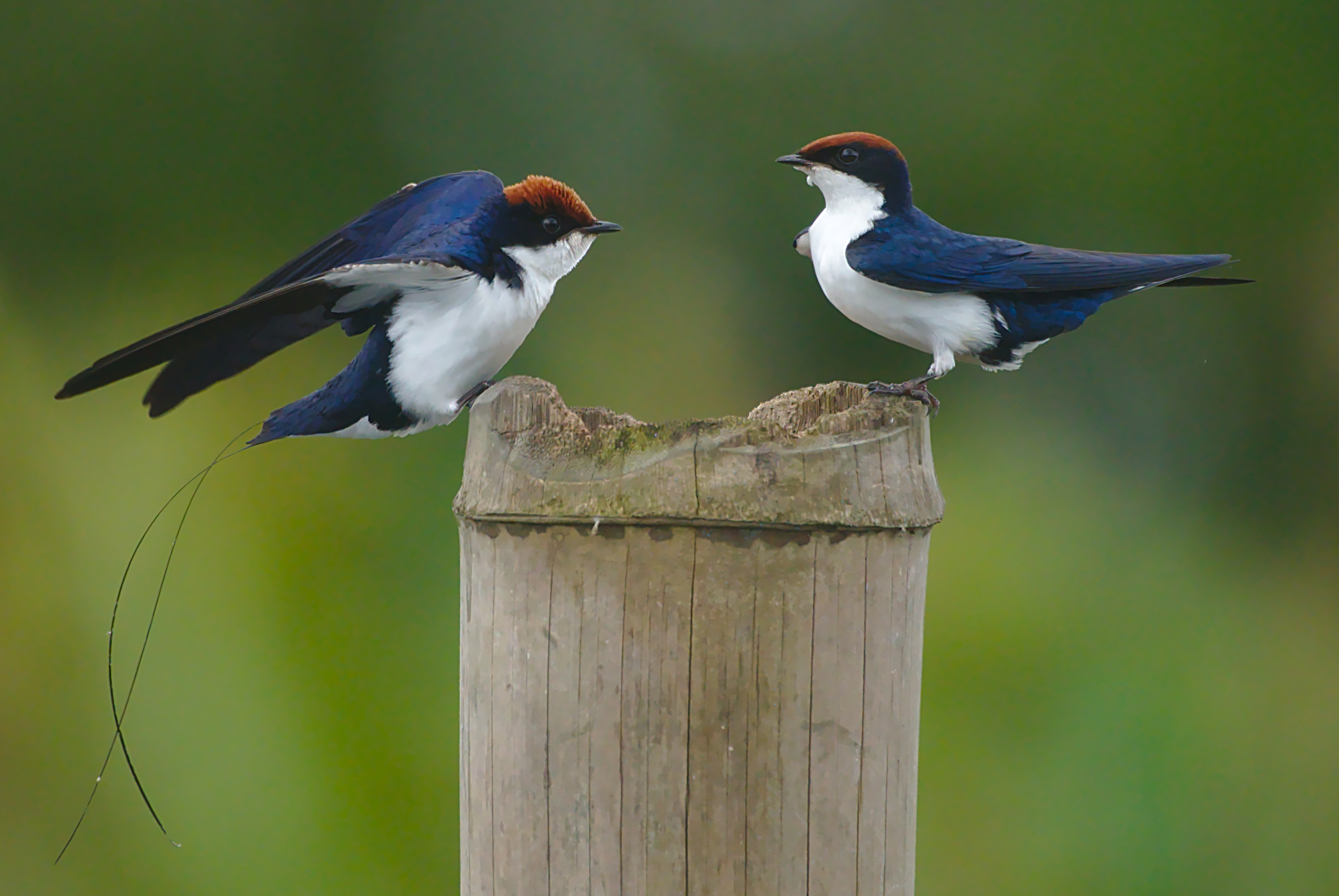
Rândunică cu coadă lungă
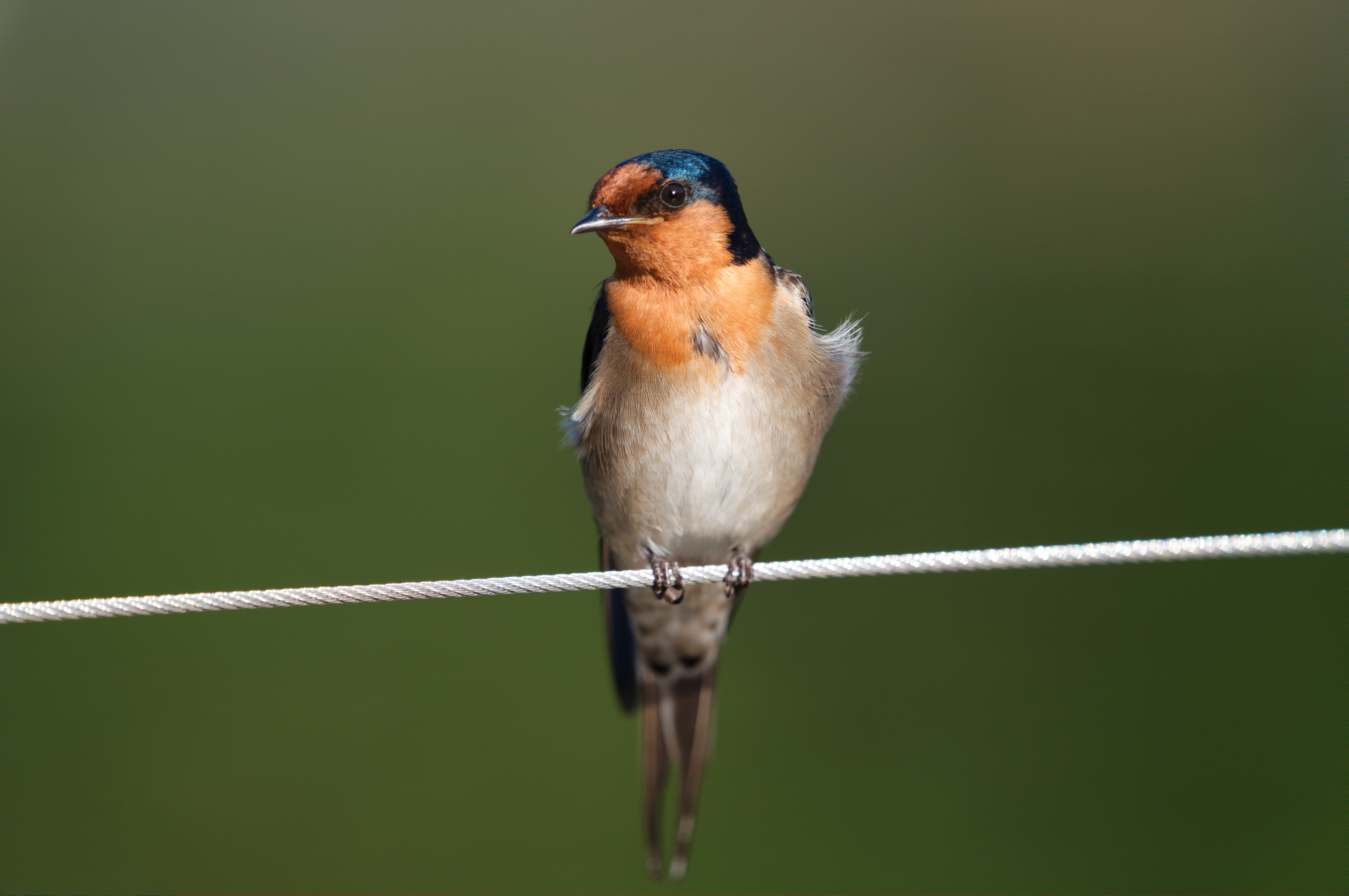
Rândunică australiană
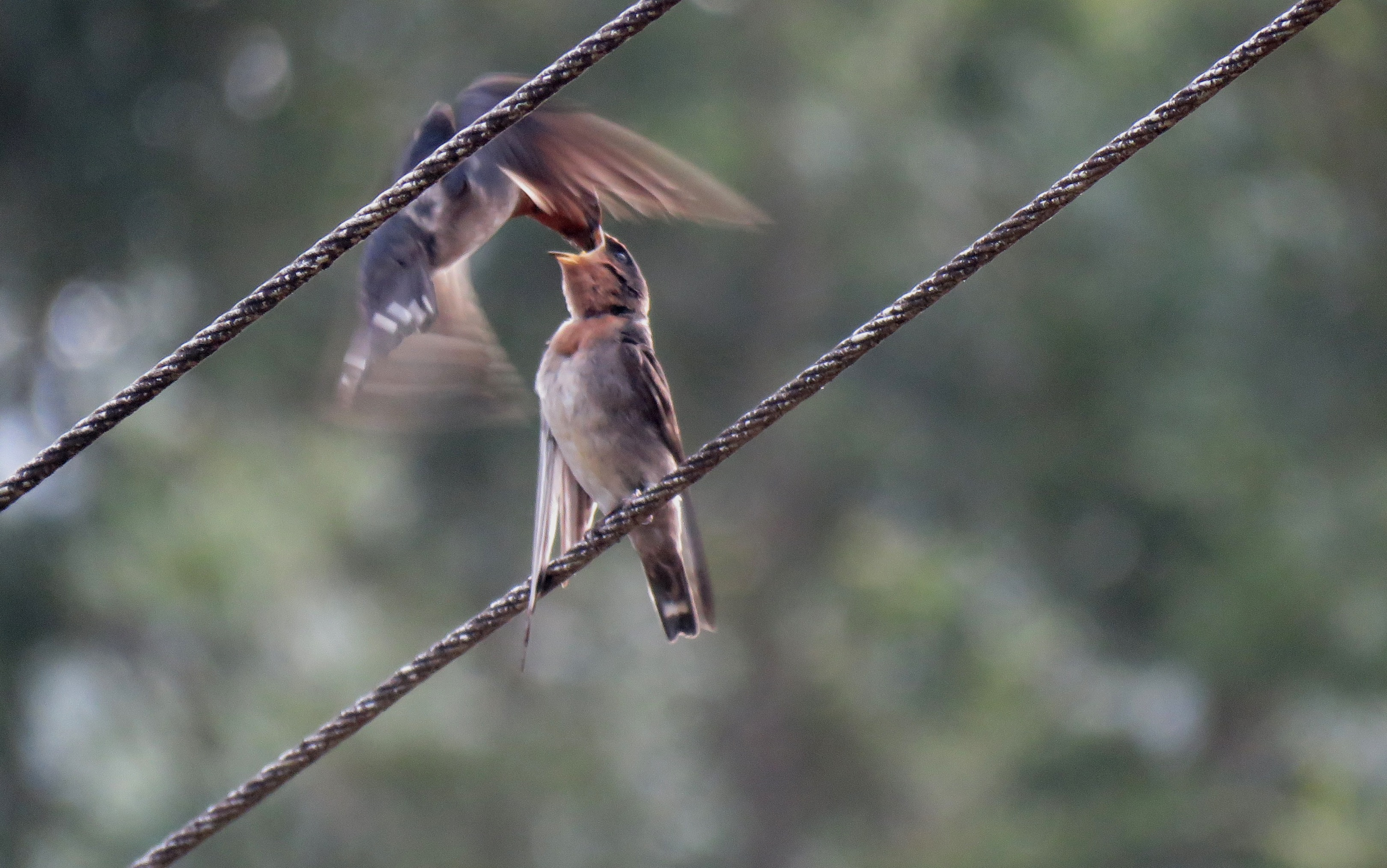
Rândunică de deal